# 2803 Вилхо
2803 Вилхо (енгл. 2803 Vilho) је астероид главног астероидног појаса чија средња удаљеност од Сунца износи 3,144 астрономских јединица (АЈ).
Апсолутна магнитуда астероида је 11,8.